# Portugal nos Jogos Olímpicos de Verão da Juventude de 2018
Portugal participou dos Jogos Olímpicos de Verão da Juventude de 2018, realizados em Buenos Aires, na Argentina.

## Medalhistas
Estes foram os medalhistas desta edição:
| Medalha | Nome | Desporto  | Evento                             | Data          |
| ------- | --- | --------- | ---------------------------------- | ------------- |
| Ouro    | Alexandre Montez | Triatlo   | Estafeta mista                     | 11 de outubro |
| Ouro    | Marta Costa Jéssica Martins Beatriz Silva Helena Nunes Carolina Rocha Marta Teixeira Carina Luís Beatriz Sanheiro Ana Sofia Gonçalves Telma Pereira | Futsal    | Feminino                           | 17 de outubro |
| Prata   | Alexandre Montez | Triatlo   | Masculino                          | 8 de outubro  |
| Prata   | Nuno Brito André Sousa Nuno Almeida Rafael Paulo Salvador Salvador Diogo Ferreira Miguel Neves João Gonçalves André Silva                           | Andebol   | Masculino                          | 13 de outubro |
| Prata   | Madalena Cavilhas Manuel Candeias | Ginástica | Multidisciplinar misto por equipas | 16 de outubro |

## Desempenho
Legenda
| Recorde mundial      | Recorde mundial (World record)               |                       | Recorde africano                      | Recorde africano (African) |                                           | Q | Classificado por posição (Qualified) |
| Recorde olímpico     | Recorde olímpico (Olympic record)            | Recorde da América    | Recorde da América (Americas)         | q                          | Classificado por melhor tempo (Qualified) |   |                                      |
| Melhor marca do ano  | Melhor marca do ano (World leading)          | Recorde asiático      | Recorde asiático (Asian)              | DNS                        | Não largou (Did not start)                |   |                                      |
| Recorde nacional     | Recorde nacional (National record)           | Recorde europeu       | Recorde europeu (European)            | DNF                        | Não terminou (Did not finish)             |   |                                      |
| Recorde pessoal      | Recorde pessoal do atleta (Personal best)    | Recorde da Oceania    | Recorde da Oceania (Oceania)          | DSQ / DQ                   | Desclassificado (Disqualified)            |   |                                      |
| Recorde da temporada | Recorde da temporada do atleta (Season best) | Recorde sul-americano | Recorde sul-americano (South America) | NM                         | Sem marca (No mark)                       |   |                                      |